# Xuedou Zhijian
Xuedou Zhijian (chiń. 雪窦智鑑, pinyin Xuědòu Zhìjiàn; kor. 설?지감 Sŏl? Chigam; jap. Setchō Chikan; wiet. Tuyết Đậu Trí Giám; ur. 1105, zm. 1192) – mistrz chan szkoły caodong, znany także jako Zu’an Zhijian.

## Życiorys
Pochodził z Chuzhou (w dzisiejszej prowincji Anhui). Informacji o jego życiu jest niewiele.
Pewnego dnia, gdy Zhijian był jeszcze chłopcem, matka podczas mycia go zauważyła znak na jego rękach. Spytała „Co to jest?” Chłopiec odparł: „Moje ręce są jak ręce Buddy”.
Jego pierwszym nauczycielem chanu był mistrz Zhenxie Qingliao w Changlu. Następnie kontynuował naukę u ucznia Zhenxiego – Tiantonga Zongjuego, który rozpoznał go jako „wielkie naczynie Dharmy”.
Następnie mieszkał na górze Xiang, gdzie osiągnął oświecenie. Powrócił do swojego nauczyciela, który potwierdził jego przebudzenie oraz przekazał mu Dharmę szkoły caodong.
W roku 1154 Zhijian został opatem klasztoru Xizhen w pobliżu Hangzhou. Wyrecytował wtedy następujące zdania: „Czczony przez Świat miał tajemne słowo. Mahakaśjapa nie ukrywał go. Przez całą noc spadały kwiaty i miasto było skąpane w zapachu”. W 1184 r. przeniósł się na górę Xuedou, gdzie zgromadziło się wielu uczniów pragnących studiować jego nauki.
Ostatni okres życia spędził w odosobnieniu w chatce znajdującej się na wschód od klasztoru Xuedou. Jego najwybitniejszym uczniem był Tiantong Rujing.

## Linia przekazu Dharmy zen
Pierwsza liczba oznacza liczbę pokoleń od Pierwszego Patriarchy chan w Indiach Mahakaśjapy.
Druga liczba oznacza liczbę pokoleń od Pierwszego Patriarchy chan w Chinach Bodhidharmy.
Trzecia liczba oznacza początek nowej linii przekazu w innym kraju.
- 34/7. Qingyuan Xingsi (660–740)
- 35/8. Shitou Xiqian (700–790) autor poematu Cantong qi
- 36/9. Yaoshan Weiyan (751–834) (także Yueshan)
- 37/10. Yunyan Tansheng (770–841)
- 38/11. Dongshan Liangjie (807–869) Szkoła caodong
  - 39/12. Yunju Daoying (zm. 902)
    - 40/13. Tong’an Daoying (Tong’an Daopi) (bd)
      - 41/14. Tong’an Guanzhi (bd)
        - 42/15. Liangshan Yuanguan (bd)
          - 43/16. Dayang Jingxuan (943–1027) (także Jingyan)
            - 44/17. Fushan Fayuan[2] (991–1067) (także Yunjian)
              - 45/18. Touzi Yiqing (1032–1083)
                - 46/19. Furong Daokai (1043–1118)
                  - 47/20. Jingyin Zijue (zm. 1117) (Lumen Zijue)
                    - 48/21. Qingzhou Yibian (1081–1149)
                      - 49/22. Zizhou Bao (1114–1173)
                        - 50/23. Wangshan Ti (bd)
                          - 51/24. Wansong Xingxiu (1166–1246)
                            - 52/25. Xueting Fuyu (1203–1275) linia Shaolin

                  - 47/20. Danxia Zichun (1064–1119)
                    - 48/21. Hongzhi Zhengjue (1091–1157) (także jako Tiantong), autor Congronglu
                    - 48/21. Zhenxie Qingliao (1089–1157)
                      - 49/22. Tiantong Zongjue (1091–1162)
                        - 50/23. Xuedou Zhijian (1105–1192)
                          - 51/24. Tiantong Rujing (1163–1228)
                            - 52/25. Wuwai Yiyuan
                            - 52/25/1. Dōgen Kigen (1200–1253) Japonia. Szkoła sōtō